# إدغار أرماندو بينيتيز
إدغار أرماندو بينيتيز (بالإسبانية: Edgar Armando Benítez)‏ هو لاعب كرة قدم مكسيكي في مركز الدفاع، ولد في 26 مارس 1998 في تامبيكو في المكسيك. لعب مع نادي كوريكامينوس ‏.

## وصلات خارجية
- إدغار أرماندو بينيتيز على موقع قاعدة بيانات كرة القدم.إي يو (الإنجليزية)
- إدغار أرماندو بينيتيز على موقع Soccerway.com (الإنجليزية)